# Province de Yamashiro

Carte des anciennes provinces du Japon avec Yamashiro mise en évidence.

Pour les articles homonymes, voir Yamashiro.
Yamashiro (山城国, Yamashiro no kuni) est une ancienne province du Japon. Située sur l'île d'Honshū, elle correspond aujourd'hui à la partie sud de la préfecture de Kyoto.

## Districts historiques
- Préfecture de Kyoto
  - District de Kadono (葛野郡, Kadono-gun?), dissous
  - District de Kii (紀伊郡, Kii-gun?), dissous
  - District de Kuse (久世郡, Kuse-gun?)
  - District d'Otagi (愛宕郡, Otagi-gun?), dissous
  - District d'Otokuni (乙訓郡, Otokuni-gun?)
  - District de Sōraku (相楽郡, Sōraku-gun?)
  - District de Tsuzuki (綴喜郡, Tsuzuki-gun?)
  - District d'Uji (宇治郡, Uji-gun?), dissous